# Tmarus rainbowi
Tmarus rainbowi är en spindelart som beskrevs av Cândido Firmino de Mello-Leitão 1929. 
Tmarus rainbowi ingår i släktet Tmarus och familjen krabbspindlar. Artens utbredningsområde är Sydaustralien. Inga underarter finns listade i Catalogue of Life.